# Bartholomew Opoku
Bartholomew Opoku (1990 - 9 de março de 2010) foi um futebolista ganês.